# Mariventpalatset

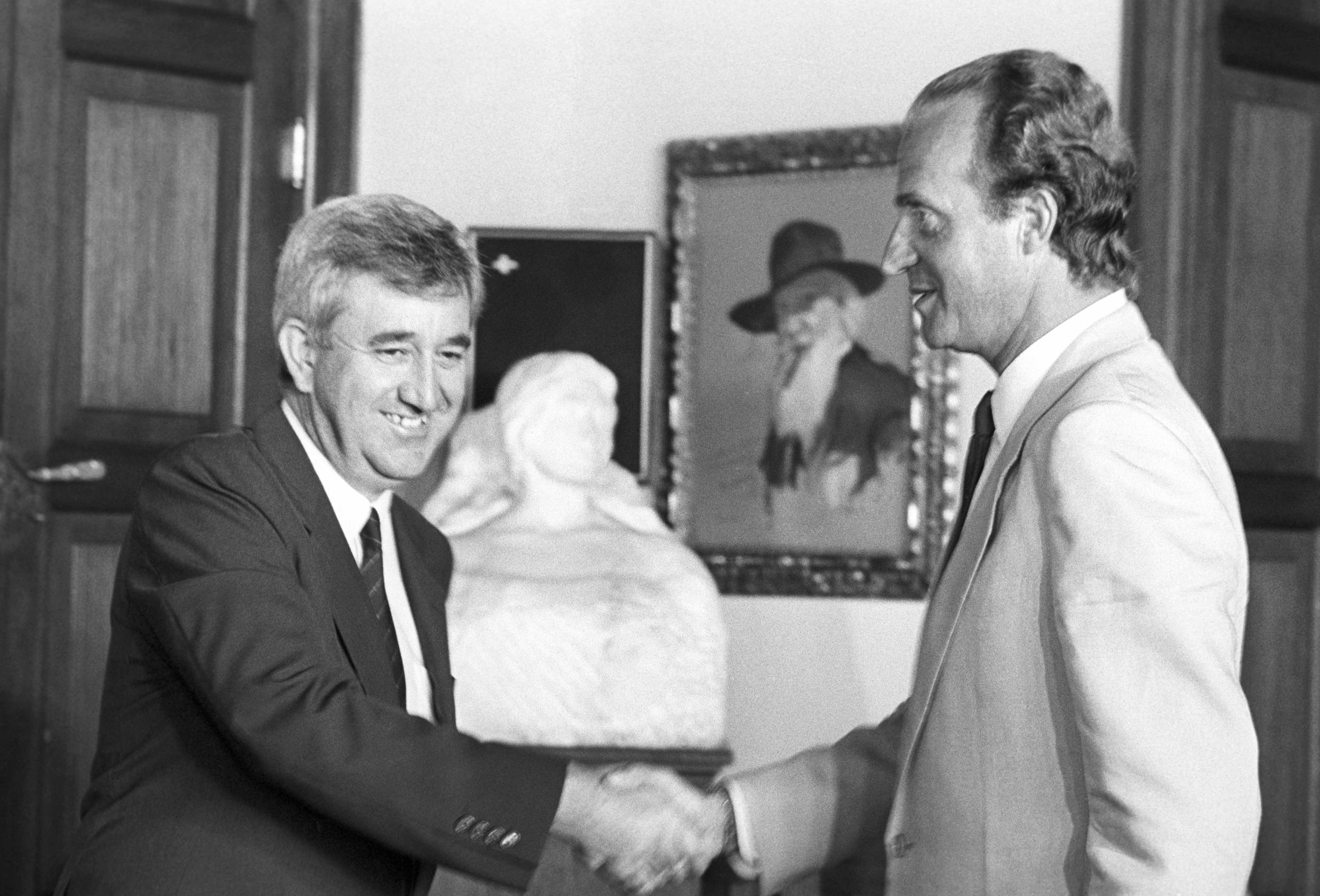
Kung Juan Carlos, då han 1983 gav audiens åt Gabriel Cañellas (dåvarande regionpresident i Balearerna) i palatset.

Mariventpalatset (katalanska: Palau Marivent; spanska: Palacio Marivent) är en del av medelhavsorten Cala Major vid viken Cala Major i västra Palma, Spanien. Det är den spanska kungafamiljens sommarresidens.
Palatset ritades av Guillermo Forteza mellan åren 1923 och 1925. Det används ofta vid mottagningar av statshuvuden som anlänt under sommarhalvåret.
Namnet på palatset är efter den katalanska frasen mar i vent – 'hav och vind'.